# 长嘴鹃鵙
长嘴鹃鵙（学名：Edolisoma tenuirostre）是山椒鸟科Edolisoma属的一种，分布于澳大利亚、印度尼西亚、密克罗尼西亚、帕劳、巴布亚新几内亚和所罗门群岛。其自然栖息地为温带森林以及亚热带或热带的湿润低地森林。

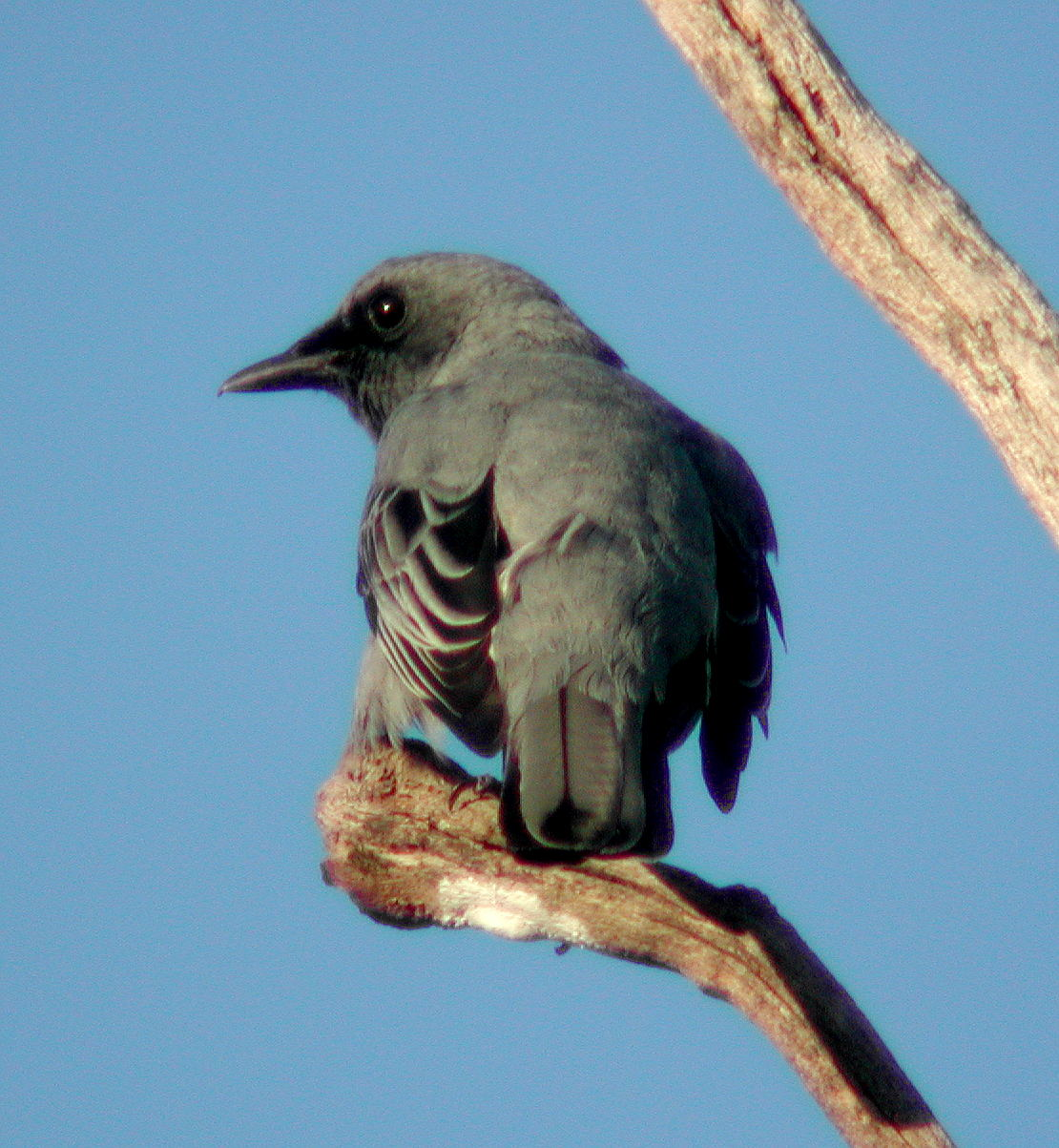
摄于澳大利亚昆士兰州Kobble Creek